# Karl Igl
Karl Igl (* 2. Juni 1945 in Wien) ist ein ehemaliger österreichischer Schrittmacher.
Karl Igl arbeitete als Mechaniker im Kraftwerk Simmering. In seiner Freizeit war er als Rennkommissar bei Straßenrennen auf dem Motorrad aktiv. Auf Anregung von Ferry Dusika belegte er einen Kurs für Schrittmacher. 13 Jahre lang führte er seinen Landsmann Roland Königshofer bei Steherrennen. Das Gespann wurde gemeinsam dreimal Weltmeister der Amateure, 1989, 1990 und 1991. Zudem gewannen Igl und Königshofer bei Steher-Weltmeisterschaften vier Silber- sowie zwei Bronzemedaillen. Bei den UCI-Bahn-Weltmeisterschaften 1987 in Wien errang Igl mit dem Australier Danny Clark eine Silbermedaille bei den Steher-Profis.